# Stardust (album de Lena Meyer-Landrut)
Stardust este al treilea album de studio al cântăreței germane Lena Meyer-Landrut. Acesta a fost lansat pe 12 octombrie 2012 de Universal Music. Atât albumul, cât și primul single cu același nume au obținut discul de aur în Germania pentru vânzări de peste 100.000 de unități.

## Clasamente și certificări

### Clasamente
| Țară (2012) | Cea mai înaltă poziție |
| ----------- | ---------------------- |
| Austria     | 14                     |
| Elveția     | 31                     |
| Germania    | 2                      |

### Clasamente anuale
| Țară (2012) | Poziție |
| ----------- | ------- |
| Germania    | 55      |

### Vânzări și certificări
| Țară     | Certificări (vânzări) | Vânzări  |
| -------- | --------------------- | -------- |
| Germania | Aur                   | 100.000+ |

## Lista cântecelor
| Versiunea standard |                            |                                                          |                      |         |  |
| Nr.                | Titlu                      | Autor(i)                                                 | Producător(i)        | Lungime |  |
| 1.                 | „Stardust”                 | Rosi Golan, Tim Myers                                    | Swen Meyer           | 3:30    |  |
| 2.                 | „Mr. Arrow Key”            | Lena Meyer-Landrut, Linda Carlsson, Sonny Boy Gustafsson | Sonny Boy Gustafsson | 3:34    |  |
| 3.                 | „Pink Elephant”            | John Gordon, Ginger Mackenzie, Mathias Ramson            | Sonny Boy Gustafsson | 3:35    |  |
| 4.                 | „Neon (Lonely People)”     | Meyer-Landrut, Matthew Benbrook, Pauline Taylor          | Swen Meyer           | 3:31    |  |
| 5.                 | „Better News”              | Meyer-Landrut, Ian Dench, Martin Sutton                  | Swen Meyer           | 3:02    |  |
| 6.                 | „Day To Stay”              | Meyer-Landrut, Carlsson, Sonny Boy Gustafsson            | Sonny Boy Gustafsson | 3:56    |  |
| 7.                 | „To the Moon”              | Meyer-Landrut, Alexander Schroer                         | Swen Meyer           | 3:24    |  |
| 8.                 | „Bliss Bliss”              | Tjeerd Bomhof, Elliot James, James Walsh                 | Swen Meyer           | 3:11    |  |
| 9.                 | „ASAP” (featuring Miss Li) | Meyer-Landrut, Carlsson, Gustafsson                      | Sonny Boy Gustafsson | 2:48    |  |
| 10.                | „I'm Black”                | Meyer-Landrut, Dench, Sutton                             | Swen Meyer           | 3:05    |  |
| 11.                | „Goosebumps”               | Meyer-Landrut, Carlsson, Gustafsson                      | Sonny Boy Gustafsson | 3:39    |  |
| 12.                | „Don't Panic”              | Meyer-Landrut, John "Johnny" McDaid, James Flannigan     | Swen Meyer           | 2:27    |  |
| 13.                | „Lille katt” (doar pe CD)  | Georg Riedel, Astrid Lindgren                            | Sonny Boy Gustafsson | 1:29    |  |

| Versiunea din iTunes |             |                                                    |                      |         |  |
| Nr.                  | Titlu       | Autor(i)                                           | Producător(i)        | Lungime |  |
| 13.                  | „Moonlight” | Per Kristian Ottestad, Rosi Golan, Mayaeni Strauss | Sonny Boy Gustafsson | 3:42    |  |

## Istoricul lansării
| Regiune                  | Dată              | Format                                 | Casă de discuri |
| ------------------------ | ----------------- | -------------------------------------- | --------------- |
| Austria Elveția Germania | 12 octombrie 2012 | CD, descărcare digitală, disc de vinil | Universal Music |